# Alexis Herman
Alexis Margaret Herman (Mobile, 14 luglio 1947 – Washington, 25 aprile 2025) è stata una politica statunitense, membro del Partito Democratico e Segretario del Lavoro degli Stati Uniti nell'amministrazione Clinton.

## Biografia
Alexis Herman entrò alla Casa Bianca nel 1977, a soli 29 anni, come direttrice del Women's Bureau all'interno del Dipartimento del Lavoro. Fu nominata per iniziativa del Presidente Carter, che l'aveva incontrata durante una visita ad Atlanta, dove aveva potuto constatare il suo impegno nella causa dei diritti delle donne, soprattutto in ambito lavorativo.
Nel 1981 fondò uno studio di consulenza, di cui fu direttrice fino alla morte. Tuttavia, questo lavoro non le impedì di proseguire l'attività in politica: infatti fu responsabile dell'organizzazione della Convention dei Democratici del 1992.
Dopo l'elezione di Bill Clinton, la Herman fu chiamata a ricoprire la funzione di Capo dell'Ufficio per le Pubbliche Relazioni della Casa Bianca. Durante il secondo mandato di Clinton, la Herman fu nominata Segretario del Lavoro: fu la prima persona afroamericana a ricoprire questo ruolo.
Alexis Herman fece parte anche di alcuni dei consigli di amministrazione più importanti degli Stati Uniti, come The Coca-Cola Company e la Metro-Goldwyn-Mayer.